# دون غرينوود
دون غرينوود (بالإنجليزية: Don Greenwood)‏ هو لاعب كرة قدم أمريكية أمريكي، ولد في 18 فبراير 1921 في ديترويت في الولايات المتحدة، وتوفي في 21 مارس 1983 في برينسفيل في الولايات المتحدة.

## وصلات خارجية
- دون غرينوود على موقع مرجع كرة القدم المحترفة.كوم (الإنجليزية)